# Торбол
Торбол — игра для слепых и слабовидящих; являющаяся эволюцией игры голбол.

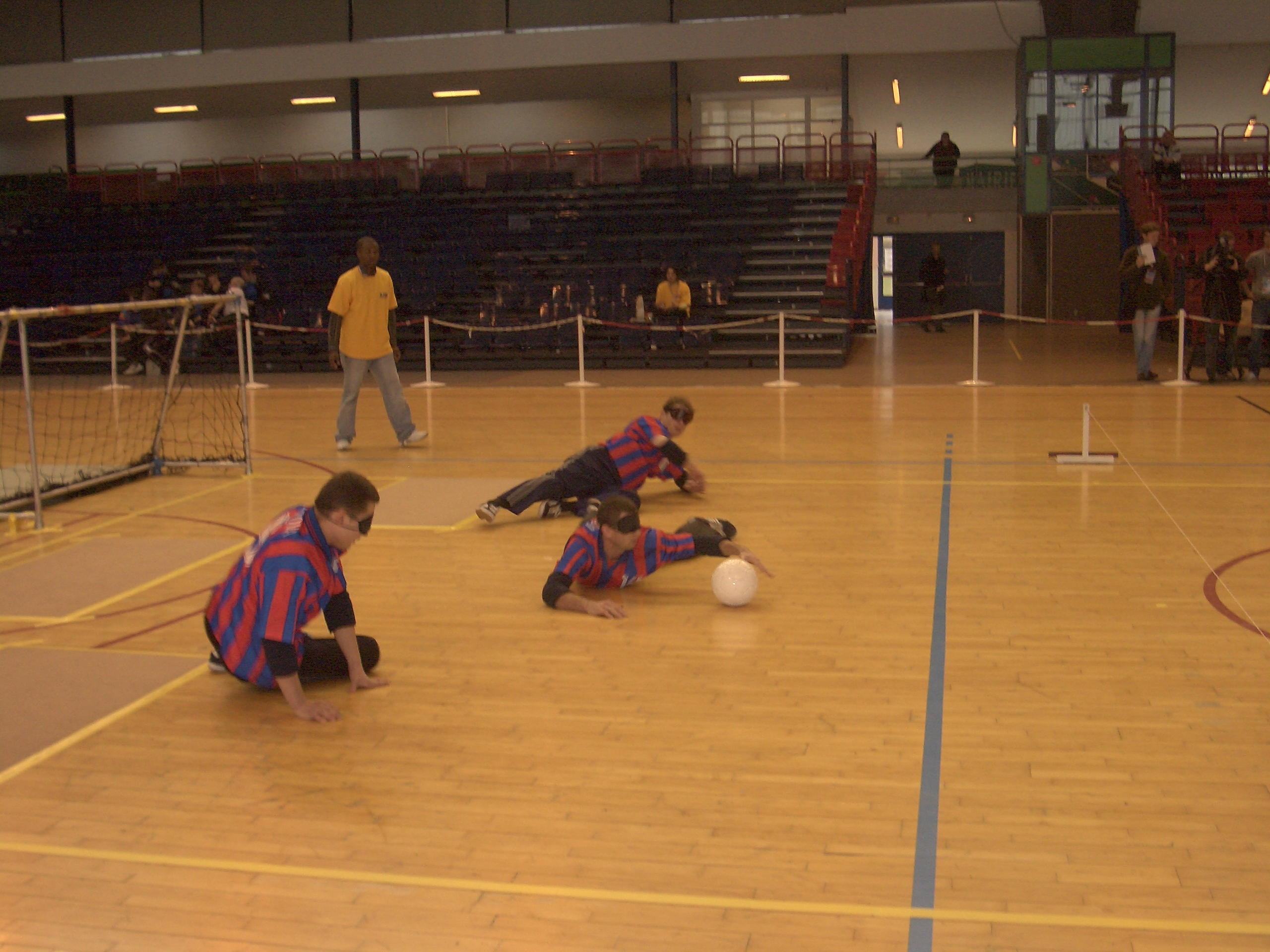
Команда M.E.A.N. на европейском кубке по торболу. Париж, 2007

## Правила игры
Принцип тот же, что и в игре в голбол.
Игра проходит в спортивном зале, между двумя командами из трех человек.
Ширина ворот — семь метров. Мяч похож на футбольный по размеру, но звенит, благодаря чему его можно слышать, когда он катится по полю.
Игровое поле (прямоугольник длиной 16 м и шириной 7 м) разделено на две половины 8 × 7 м каждая.
Место для команды начинается от линии ворот до первого троса: это 7 м шириной и 6 м глубиной.
Нейтральная зона — оставшееся пространство посередине поля между местами для команд глубиной 4 м; оно разделено на две половины 2 × 7 м каждая.

## Различия сголболом
Отличие от голбола заключается в натянутых поперек поля, в средней его части, на некоторой высоте шнурах (их несколько, но обычно три — в конце зоны нападения каждой из команд и в центре поля) с колокольчиками, задевать которые (шнур и колокольчик) мяч не должен, то есть мяч должен именно катиться по полу. Если он и подлетает вверх, то это не считается нарушением, если не задеты шнуры и мяч не перелетает их сверху. В обоих видах спорта скачущий мяч имеет штрафные санкции. Мяч легче и меньше, чем в голболе. Размеры площадки для игры тоже меньше: 16 м на 7 м.